# 复伞银莲花
复伞银莲花（学名：Anemone tetrasepala）为毛茛科银莲花属的植物。分布于阿富汗、克什米尔地区以及中国大陆的西藏等地，生长于海拔2,900米至3,100米的地区，见于山地冷杉林下，目前尚未由人工引种栽培。